# Gilberto Serulle
Juan Gilberto Serulle Ramia es un político dominicano que fungió como alcalde de Santiago de los Caballeros (República Dominicana) de 2010 a 2016.

## Biografía
Gilberto Serulle nació el 20 de octubre de 1957 en el seno de una familia de diez hijos procreados por Ángel Gabriel Serulle y María Virginia Ramia (Fallecidos). Ambos descendientes de emigrantes árabes.
Su niñez la desarrolló en el Barrio Los Pepines de Santiago. A los trece años de edad fue dirigente del Club Barrial y llegó a presidir la directiva.
En Santiago realizó sus estudios de primaria en el Instituto Evangélico. Y el Bachillerato en el Colegio La Salle. En la Universidad Autónoma de Santo Domingo obtuvo el título de Doctor en Medicina.
Durante la etapa de estudiante universitario Gilberto Serulle sobresalió por su liderazgo y activismo en las luchas que se escenificaron en la Universidad en reclamo de las reivindicaciones tanto para el estudiantado como para el centro de estudios.
Ocupó una posición importante en la dirección del grupo estudiantil FELABEL y más adelante lo llevaron a ser miembro del consejo universitario.
Muy joven ingresó al Partido de la Liberación Dominicana donde su accionar constante y permanente al lado de las bases. Así como su participación activa en los procesos electorales. Fue elegido en dos ocasiones, miembro del comité central del partido.
Hombre de profunda conciencia social y práctica solidaria, ha andado y desandado los barrios, calles y caminos de la provincia en la búsqueda continua de respuestas a los problemas que agobian a la mayoría de la población, en especial de sus sectores desposeídos.
El reconocimiento a su intensa labor social, los electores de Santiago le escogieron en dos ocasiones para que le representase como diputado al Congreso de la República.
El 16 de mayo de 2010 ganó las elecciones municipales de la ciudad de Santiago de los Caballeros para el período 2010-2016.